# الرفاع والمنطقة الجنوبية (البحرين)

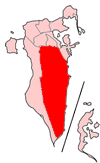
موقع بلدية الرفاع والمنطقة الجنوبية

كانت بلدية الرفاع والمنطقة الجنوبية في الجزء الجنوبي الشرقي من مملكة البحرين. تم توزيع أراضيها على محافظة الجنوبية.